# Rackenvögel
Die Rackenvögel (Coraciiformes) oder Rackenartigen sind eine Ordnung sehr verschiedenartiger, vorwiegend tropischer und sehr bunter Vögel, welche unterschiedlichste Lebensweisen besitzen. Sie haben lediglich ein gemeinsames Merkmal: Die Zehen weichen oft von der Norm ab, sie sind teilweise miteinander verwachsen.

## Systematik
Das Handbook of the Birds of the World zählt die folgenden sechs Familien zu den Rackenvögeln:
- Eisvögel (Alcedinidae)
- Erdracken (Brachypteraciidae)
- Racken (Coraciidae)
- Bienenfresser oder Spinte (Meropidae)
- Sägeracken oder Motmots (Momotidae)
- Todis (Todidae)

Die Ordnung war traditionell noch weiter gefasst und enthielt noch weitere äußerlich diverse Familien. Seit der Jahrtausendwende zeigten phylogenetische Studien zunächst, dass der Kurol (Leptosomus discolor) kein Rackenvogel, sondern systematisch isoliert ist und dass die restlichen Rackenvögel ein paraphyletisches Taxon in Bezug auf die Spechtvögel (Piciformes) bildeten.
Die verwandtschaftlichen Beziehungen nach McCullough et al. (2019) stellt folgendes Kladogramm dar:
|  | \| \| Erdracken (Brachypteraciidae) \| \| \| \| \| \| Racken (Coraciidae) \| \| \| \| |
|  |                                                                                       |
|  | Bienenfresser (Meropidae)                                                             |
|  |                                                                                       |
|  | Erdracken (Brachypteraciidae)                                                         |
|  |                                                                                       |
|  | Racken (Coraciidae)                                                                   |
|  |                                                                                       |

|  | Erdracken (Brachypteraciidae) |
|  |                               |
|  | Racken (Coraciidae)           |
|  |                               |

|  | Todis (Todidae)                                                                   |
|  |                                                                                   |
|  | \| \| Sägeracken (Momotidae) \| \| \| \| \| \| Eisvögel (Alcedinidae) \| \| \| \| |
|  |                                                                                   |
|  | Sägeracken (Momotidae)                                                            |
|  |                                                                                   |
|  | Eisvögel (Alcedinidae)                                                            |
|  |                                                                                   |

|  | Sägeracken (Momotidae) |
|  |                        |
|  | Eisvögel (Alcedinidae) |
|  |                        |

|  | \| \| Erdracken (Brachypteraciidae) \| \| \| \| \| \| Racken (Coraciidae) \| \| \| \| |
|  |                                                                                       |
|  | Bienenfresser (Meropidae)                                                             |
|  |                                                                                       |
|  | Erdracken (Brachypteraciidae)                                                         |
|  |                                                                                       |
|  | Racken (Coraciidae)                                                                   |
|  |                                                                                       |

|  | Erdracken (Brachypteraciidae) |
|  |                               |
|  | Racken (Coraciidae)           |
|  |                               |

|  | Todis (Todidae)                                                                   |
|  |                                                                                   |
|  | \| \| Sägeracken (Momotidae) \| \| \| \| \| \| Eisvögel (Alcedinidae) \| \| \| \| |
|  |                                                                                   |
|  | Sägeracken (Momotidae)                                                            |
|  |                                                                                   |
|  | Eisvögel (Alcedinidae)                                                            |
|  |                                                                                   |

|  | Sägeracken (Momotidae) |
|  |                        |
|  | Eisvögel (Alcedinidae) |
|  |                        |

|  | \| \| Erdracken (Brachypteraciidae) \| \| \| \| \| \| Racken (Coraciidae) \| \| \| \| |
|  |                                                                                       |
|  | Bienenfresser (Meropidae)                                                             |
|  |                                                                                       |
|  | Erdracken (Brachypteraciidae)                                                         |
|  |                                                                                       |
|  | Racken (Coraciidae)                                                                   |
|  |                                                                                       |

|  | Erdracken (Brachypteraciidae) |
|  |                               |
|  | Racken (Coraciidae)           |
|  |                               |

|  | Todis (Todidae)                                                                   |
|  |                                                                                   |
|  | \| \| Sägeracken (Momotidae) \| \| \| \| \| \| Eisvögel (Alcedinidae) \| \| \| \| |
|  |                                                                                   |
|  | Sägeracken (Momotidae)                                                            |
|  |                                                                                   |
|  | Eisvögel (Alcedinidae)                                                            |
|  |                                                                                   |

|  | Sägeracken (Momotidae) |
|  |                        |
|  | Eisvögel (Alcedinidae) |
|  |                        |

|  | \| \| Erdracken (Brachypteraciidae) \| \| \| \| \| \| Racken (Coraciidae) \| \| \| \| |
|  |                                                                                       |
|  | Bienenfresser (Meropidae)                                                             |
|  |                                                                                       |
|  | Erdracken (Brachypteraciidae)                                                         |
|  |                                                                                       |
|  | Racken (Coraciidae)                                                                   |
|  |                                                                                       |

|  | Erdracken (Brachypteraciidae) |
|  |                               |
|  | Racken (Coraciidae)           |
|  |                               |

|  | Todis (Todidae)                                                                   |
|  |                                                                                   |
|  | \| \| Sägeracken (Momotidae) \| \| \| \| \| \| Eisvögel (Alcedinidae) \| \| \| \| |
|  |                                                                                   |
|  | Sägeracken (Momotidae)                                                            |
|  |                                                                                   |
|  | Eisvögel (Alcedinidae)                                                            |
|  |                                                                                   |

|  | Sägeracken (Momotidae) |
|  |                        |
|  | Eisvögel (Alcedinidae) |
|  |                        |

So wird die Monophylie der Rackenvögel durch die Aufstellung der neuen Ordnung Bucerotiformes mit den Familien Nashornvögel, Hornraben, Wiedehopfe und Baumhopfe bewahrt. Rackenvögel und Spechtvögel sind Schwestergruppen, das gemeinsame Taxon ist Schwestergruppe der Bucerotiformes, alle drei sind zusammen Schwestertaxon der Trogone (Trogonidae). Der Kurol ist die Schwesterart der vier vorgenannten Ordnungen.